# Portrait historié
Un portrait historié est un portrait peint où le modèle est représenté comme un personnage issu par exemple de la mythologie, de la littérature ou de l'histoire. Ce genre est, pour partie, une combinaison de la peinture d'histoire et du portrait. Le terme historié est utilisé dès le XVIIe siècle à propos de portraits où le modèle est pourvu d'attributs d'une divinité.   

## Histoire et contexte

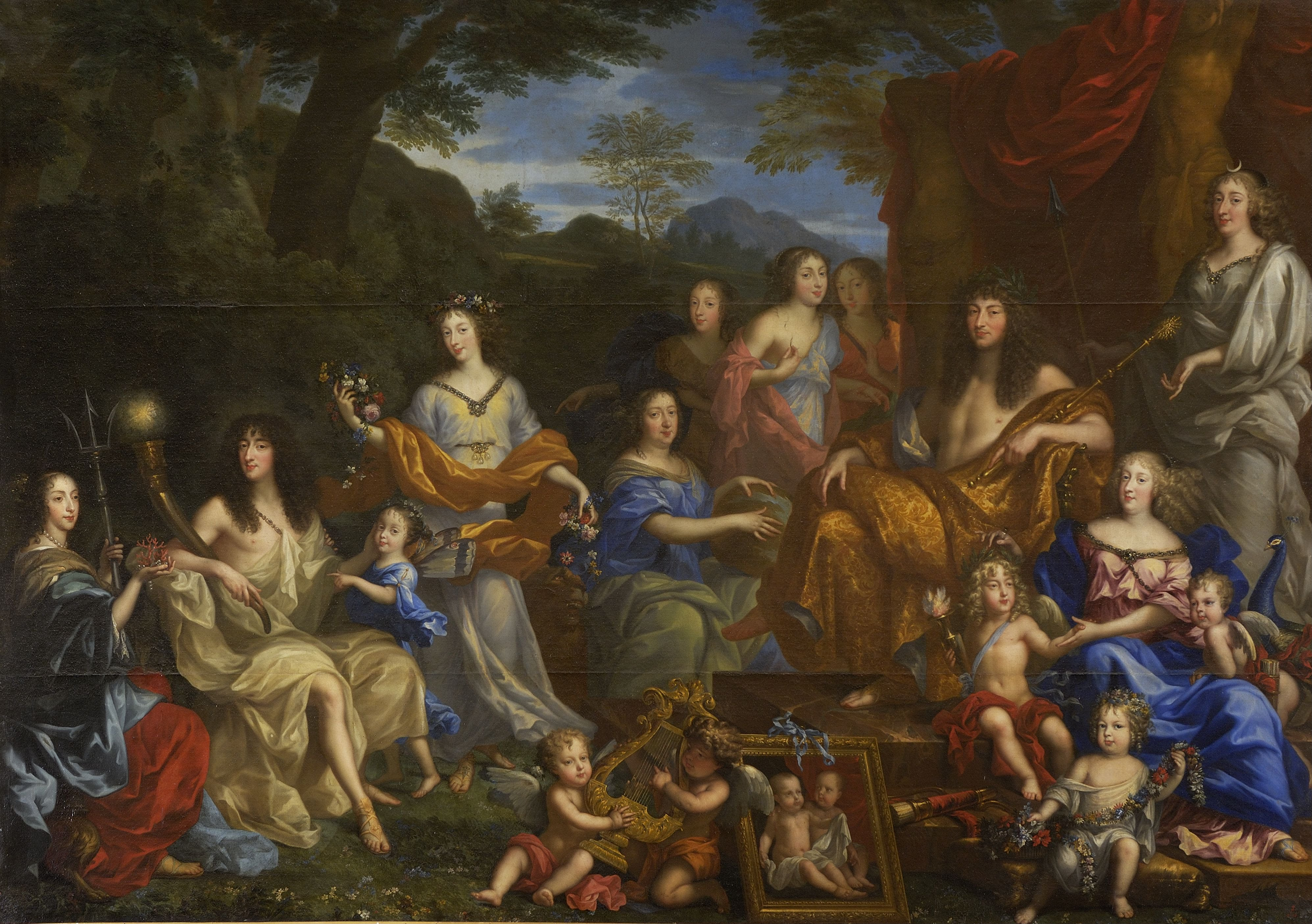
Jean Nocret, huile sur toile,, 1670, Versailles, musée national des châteaux de Versailles et du Trianon.

Selon Marlen Schneider, ce principe de représentation existe depuis l'Antiquité et est retrouvé lors de la Renaissance. En effet, la mythologie est présente dans les portraits depuis plusieurs siècles. Les grands principes de ce genre sont notamment fixés par Van Dyck, qui le pratique régulièrement et qui inspire ensuite les peintres français. En France, ce genre se développe principalement aux XVIIe et XVIIIe siècles. Cela s'explique notamment par le contexte académique de l'époque. En effet, au sein de l'Académie royale de peinture et de sculpture française, dans la théorie, la peinture d'histoire est au sommet de la hiérarchie des genres, tandis que le portrait est à la seconde place. C'est pourquoi l'une des hypothèses qui justifie la naissance de ce genre est le fait qu'il permet aux portraitistes de démontrer leur talent en alliant la  représentation humaine à des éléments liés à l'Invention, cette dernière étant la qualité la plus reconnue au sein des peintures et qui rend la peinture d'histoire supérieure à tout autre genre pour les contemporains.   

## Usage en France
Le portrait historié se développe lors de ces deux siècles (XVIIe et XVIIIe) car il correspond aux goûts de l'époque. Déjà présent au XVIe siècle, il permettait aux hommes de mettre en avant leurs victoires militaires et leurs vertus. À partir du XVIIe siècle, ce genre se diffuse auprès des hommes et femmes en dehors de la Cour car les personnages dont ils s'inspirent sont présents dans les arts tels que le théâtre ou l'opéra. Dans un premier temps, il sert un rôle politique, puis, à la fin du siècle, il tend vers un portrait galant. De manière générale, cette période connaît un développement important du portrait lié à l'importance des apparences. 
Ce genre devient apprécié dans différentes couches sociales, mais il est dans un premier temps surtout fortement prisé par la royauté : le roi lui-même, Louis XIV, utilise régulièrement la figure d'Apollon. Un tableau historié très célèbre de la famille royale est un portrait de groupe réalisé par Jean Nocret, peintre essentiel pour ce genre, qui représente la famille royale par différentes divinités : Anne d'Autriche, mère du roi, est représentée en Cybèle, déesse de la fertilité, la reine Marie-Thérèse d'Autriche en Junon, la Grande Mademoiselle en Diane, Philippe d'Orléans en étoile du matin... Cette œuvre de Nocret montre à la fois les capacités de l'artiste à représenter les visages, mais également à créer une scène inspirée de la mythologie. 

### Rôle social

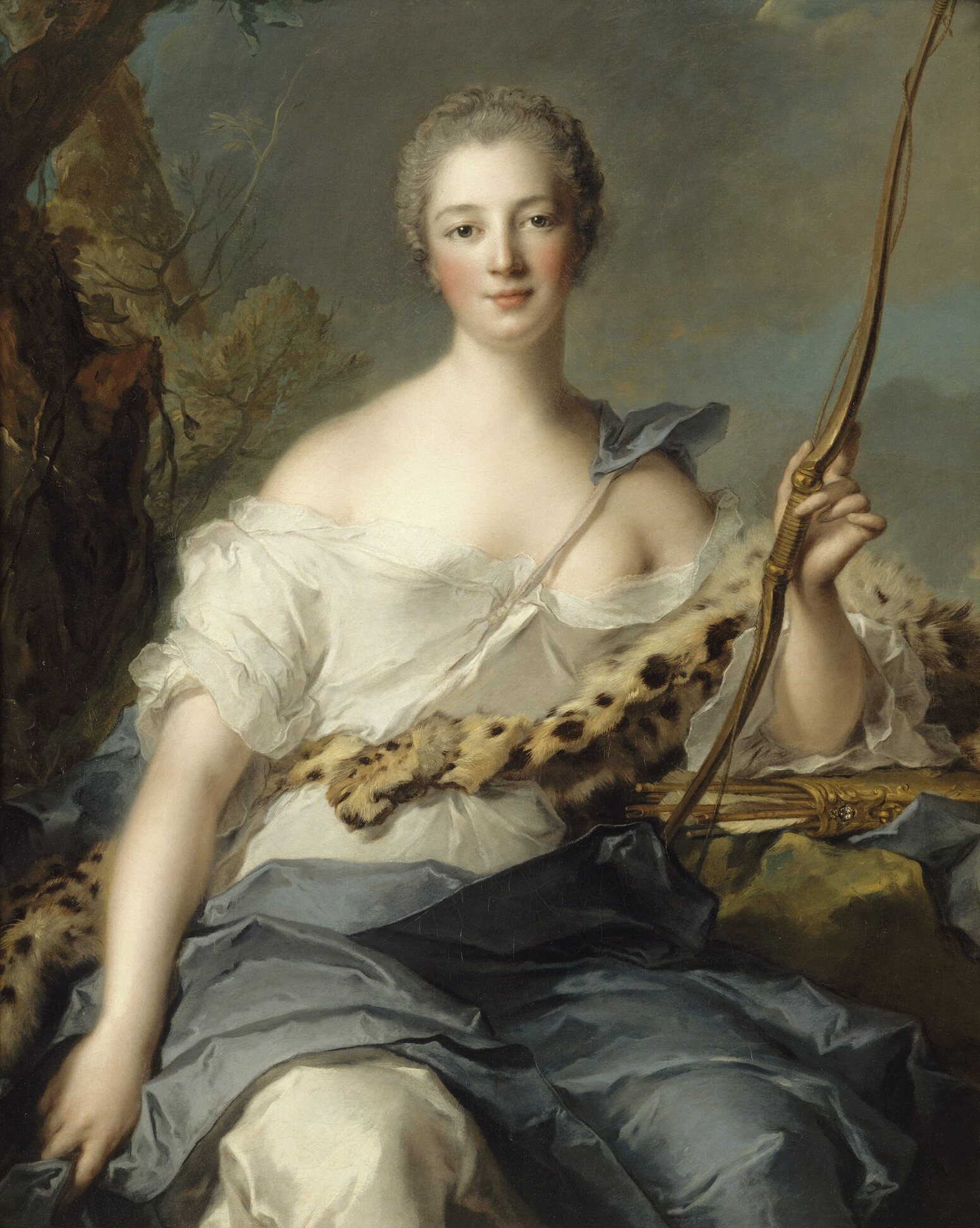
Jean-Marc Nattier, Madame de Pompadour en Diane, huile sur toile, 102 x 82 cm, 1746, Versailles, musée national des châteaux de Versailles et du Trianon

Plus particulièrement, le portrait historié permet de lier l'apparence au goût de la Cour de l'époque. En se faisant représenter sous les traits de certaines divinités, il est possible de mettre en avant des qualités physiques, intellectuelles ou morales. Ainsi, la déesse Flore permet de souligner la jeunesse et la beauté, tandis que Minerve représente la sagesse et la guerre, elle est également la protectrice des arts. 
Cependant, pour comprendre le choix de la divinité, il faut avoir la culture nécessaire. Celle-ci s'acquiert surtout dans les hauts rangs de la société. À cette époque, se faire représenter de façon historiée permet également de suggérer sa connaissance de l'Histoire, de la mythologie mais également des pièces de théâtre ou autres arts et donc de conforter sa place dans la société de l'Ancien Régime.  
Dans la peinture, ce genre laisse une plus large liberté aux peintres en ce qui concerne les ajustements. En effet, une question primordiale à cette époque est celle de la ressemblance avec le modèle au sein des portraits. Ce genre historié permet ainsi de mettre en valeur la capacité d'invention du peintre. Il ne s'agit plus seulement de représenter un modèle, mais d'imaginer un décor, des vêtements, des attributs qui permettent de comprendre la référence liée à des sources mythologique ou historique, plus ou moins respectées.  

### Les sujets iconographiques
Auprès des hommes, le choix des divinités permet notamment de rappeler des victoires militaires. C'est principalement au sujet des femmes que les divinités ont une grande diversité. Cependant, certains personnages sont fortement présents tels que Vertumne et Pomone, Flore ou Diane. Lorsqu'un modèle se fait représenter comme un dieu ou à l'image de celui-ci, il incarne notamment ses qualités. 
Pour les femmes, de nombreuses divinités mettent en avant la beauté et la jeunesse, telle que Flore,Thétis ou Cérès. Cette dernière incarne également la fécondité. D'autres personnages évoquent des qualités plus morales : Minerve incarne la guerre et la victoire, mais également la sagesse et la prudence. Elle est également la protectrice des arts. Diane incarne la chasse, mais généralement l'ensemble des évènements de la vie des jeunes filles.  

### Choix artistiques

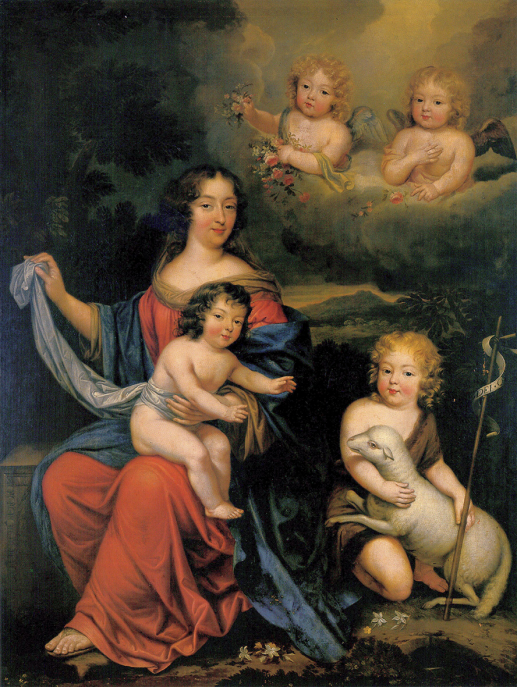
Attribué à Pierre Mignard, Madame de Maintenon, le duc du Maine et le comte de Vexin (autre version), huile sur toile, dim. inconnues, v. 1675, Collection Particulière.

Dès le XVIIe siècle se pose la question de la manière dont le modèle est habillé dans ces portraits. Doit-il respecter l'aspect historié ou refléter la mode contemporaine ? Il existe différents degrés de travestissement au sein de ces portraits, et ce, dès le XVIIe siècle. En effet, certains peintres ne représentent que le visage de leur modèle et l'aspect historié est retrouvé dans l'ensemble des ajustements. C'est notamment le cas du Portrait de La Marquise de Maintenon, le duc du Maine et le comte de Vexin attribué à Pierre Mignard. Ainsi, seuls les visages et les coiffures sont issus de l'époque de création, l'ensemble des vêtements fait référence aux figures bibliques représentées. Seuls quelques détails évoquent un portrait, tels que les regards des modèles vers le peintre. 
François de Troy inscrit fortement l'histoire au sein de ses portraits, dont le célèbre Festin de Didon et Énée est un parfait exemple. Ce portrait de la Cour de Sceaux réalisé en 1704 inscrit les modèles dans une scène de l'Énéide. Si les traits du duc et de la duchesse sont reconnaissables pour les connaisseurs, le portrait passe tout de même au second plan, l'histoire prenant le dessus. C'est seulement lorsque le spectateur observe les détails qu'il peut reconnaître des éléments contemporains telles que des perruques.   
Au contraire, certains artistes font le choix de représenter leur modèle avec quelques attributs permettant de reconnaître le sujet, mais de les vêtir comme des contemporains. C'est notamment le cas de Hyacinthe Rigaud avec le Portrait de Marguerite Henriette de La Briffe en Cérès. La divinité est reconnaissable par la faucille et le blé, mais le modèle porte une robe à la mode. 
Au XVIIIe siècle, si les attributs sont toujours présents chez certains artistes, ils peuvent également perdre leur signification mythologique. Ainsi, Jean Marc Nattier, dans ses portraits, montre une évolution dans l'interprétation des attributs qui s'éloigne des références mythologiques pour se rapprocher surtout des qualités reflétées. Avec le Portrait de Marie-Anne de Bourbon, Mademoiselle de Clermont, aux eaux minérales de Chantilly, les attributs comme l'aiguière ou la coupe ne reflètent plus Hébé, mais principalement la jeunesse selon Marlen Schneider.

## Critique et réception

### Sous l'Ancien Régime
Au XVIIe siècle, ces portraits sont vivement critiqués notamment par Roger de Piles qui assimile ce genre aux femmes tout en critiquant leur influence trop forte sur cet art. Il est contre une idéalisation trop forte des modèles dans les portraits, et souhaite que la ressemblance soit la plus grande.
Jean de La Bruyère est également contre ce genre, il pense notamment qu'en s'habillant de façon historiée cela empêcherait leurs descendants de comprendre la mode de leur époque. 
Cependant, malgré ces critiques contemporaines, il faut reconnaître une production forte de ce genre dont l'apogée est au XVIIIe siècle. Il est pratiqué par des nombreux artistes, que ce soit Hyacinthe Rigaud, Nicolas de Largillierre, François de Troy, Jean-Marc Nattier, Élisabeth Vigée Le Brun et se retrouve dans différents pays occidentaux, comme l'Angleterre ou les Pays-Bas.

### Histoire de l'art
Les historiens ont parfois jugé ces tableaux comme une preuve des préjugés et privilèges de la Haute société de l'Ancien Régime. Certains courants féministes ont également critiqué ces portraits en raison de l'aspect objet de la femme, mise en avant surtout pour ses qualités physiques. Au contraire, certains auteurs voient ces portraits comme une volonté de séduction, qui permettait de donner du pouvoir à ces femmes.

## Exemples

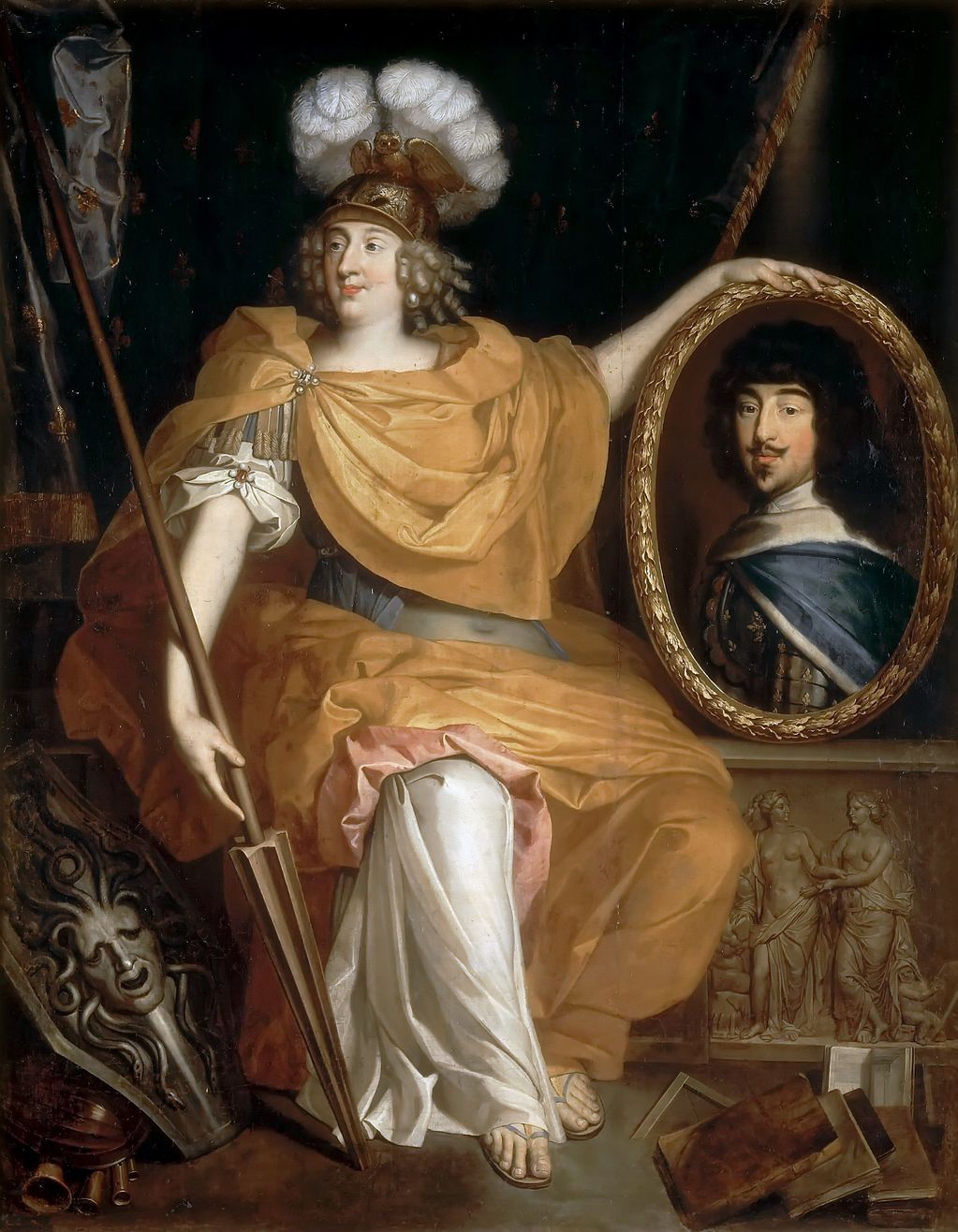
Pierre Bourguignon, Portrait d'Anne-Marie-Louise d'Orléans, duchesse de Montpensier en Minerve, huile sur toie,, 1672, Versailles, musée national du château.

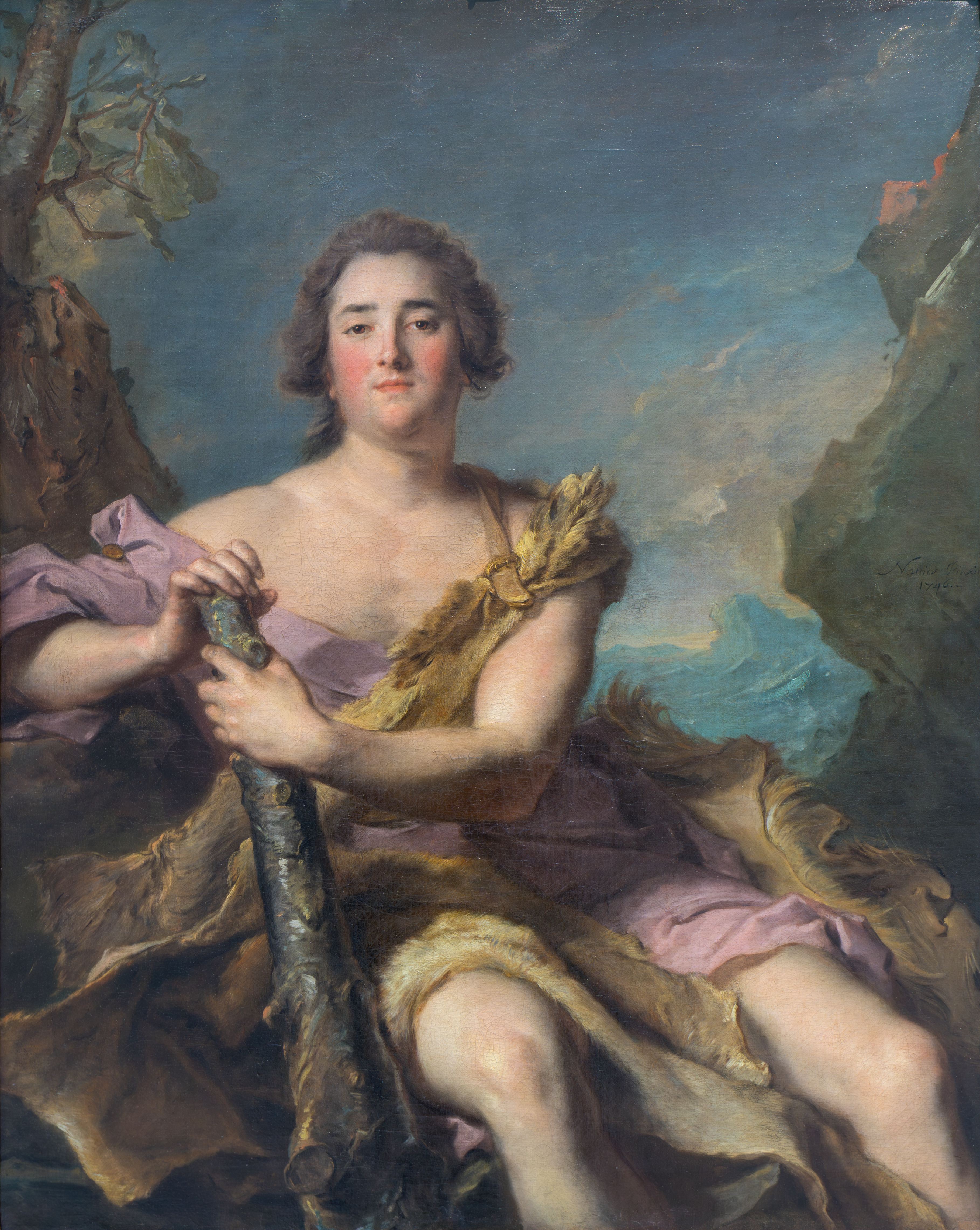
Jean-Marc Nattier, Le Duc de Chaulnes en Hercule, huile sur toile,, 1746, Paris, musée du Louvre.

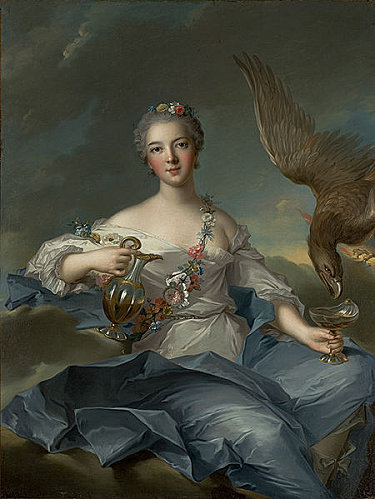
Jean-Marc Nattier, La Duchesse de Chartres en Hébé, huile sur toile,, 1744, Stockholm, Nationalmuseum.

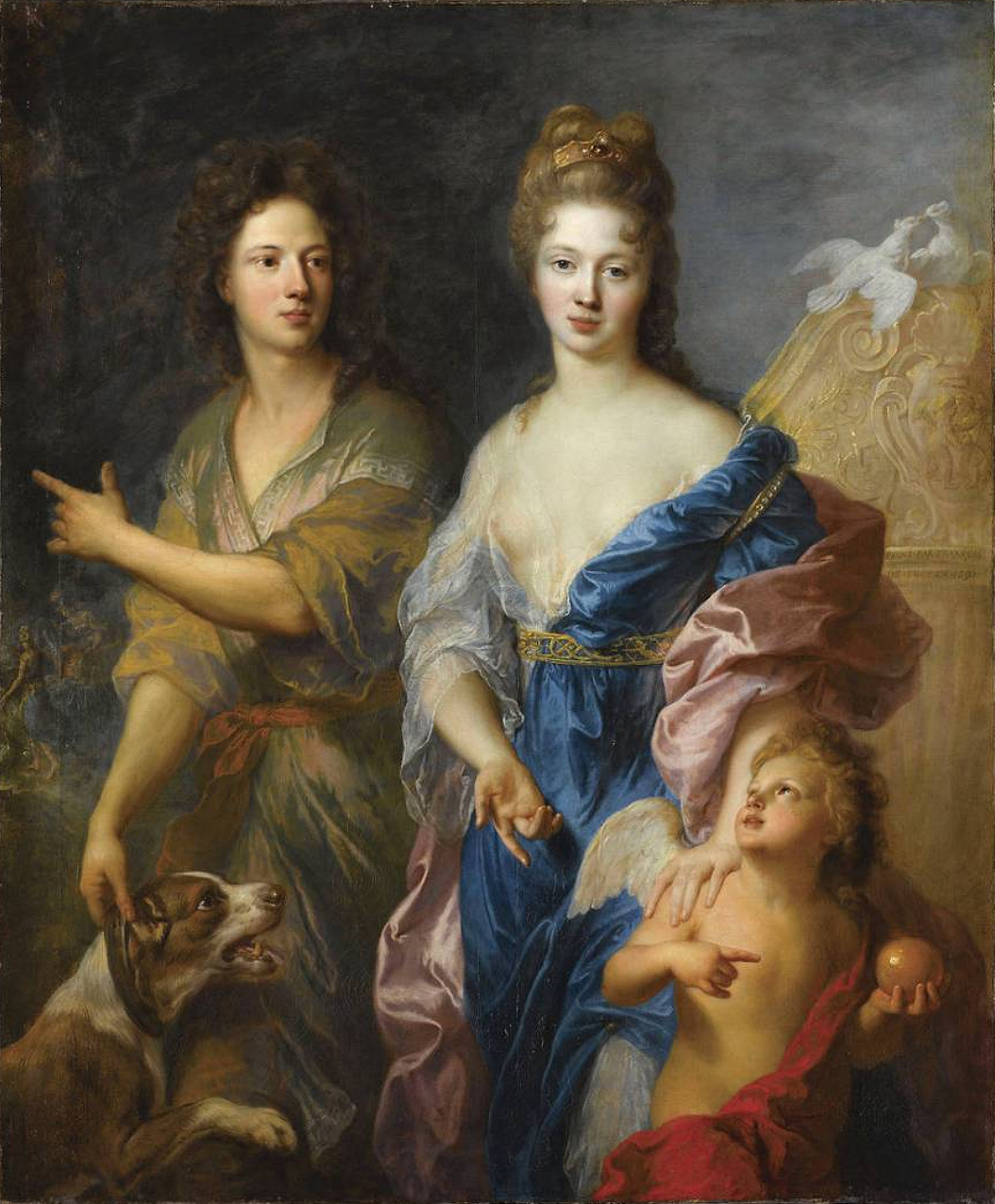
François de Troy, Portrait allégorique du duc du Maine et de Mlle de Nantes en Pâris et Vénus, huile sur toile,, 1691, Paris, musée du Louvre.